# Microsporum audouinii
Microsporum audouinii é uma espécie de fungo antropofílico que coloniza tecidos queratinizadas (principalmente cabelo), causando dermatofitoses em crianças, principalmente tinea capitis e tinea corporis. Não tem poder de penetração, necessitando um epitélio danificado para infectar o cabelo.

## Características
O Microsporum audouinii é caracterizado por muitas macroconídias fusiformes (7-30 × 35-160um), raras microconídia em forma de clava (2,5-3,5 × 4-7um) e paredes externas esburacadas ou espinhosas.

## Cultivo
Microsporum audouinii prefere pH neutro (entre 6,8 e 7,0) e a temperatura ambiente para o crescimento. Cresce lentamente em ágar batata/dextrose e ágar Sabouraud formando colônias brancas, cinzas ou marrons, sedosas como algodão, densas, achatadas e rosadas por baixo. Aumentos ou caídas bruscas na temperatura podem inibir seu crescimento. É eficaz na utilização de hexoses (glucose, manose e frutose) e menos eficiente no uso de maltose, sacarose, lactose e galactose. É incapaz de sintetizar as vitaminas B (tiamina, niacina e riboflavina), mas requer uma fonte externa destes materiais para crescer. Só é capaz de utilizar fontes de nitrogênio orgânico como arginina e ureia. Se torna verde-amarelado com lâmpada fluorescente UV de Wood.

## Patologia

Tinea capitis em uma menina de 3 anos.

Era muito mais comum antes da descoberta dos antifúngicos modernos. O tratamento com griseofulvina é o mais utilizado, por ser barato e bem tolerado, mas outras drogas antimicóticos como terbinafina, itraconazol ou fluconazol também podem ser usados e o efeito desejado aparece mais rápido.